# Isisaurus colberti
Isisaurus (il cui nome significa "lucertola dell'Indian Statistical Institute (ISI)") è un genere estinto di dinosauro sauropode titanosauro vissuto nel Cretaceo superiore, circa 70 milioni di anni fa (Maastrichtiano), in quella che oggi è l'attuale India.
L'esemplare tipo di Isisaurus, ISI R 335/1-65 , venne originariamente descritto e nominato come Titanosaurus colberti da Sohan Lal Jain e Saswati Bandyopadhyay nel 1997. Il nome specifico onora Edwin Harris Colbert. Il genere venne assegnato ad un proprio genere solo nel 2003, dai paleontologi Wilson e Upchurch. L'Isisaurus aveva un collo corto e orientato verticale, lunghe zampe anteriori, rendendolo considerevolmente diverso da altri sauropodi. L'omero è lungo 148 centimetri. Sulla base di questo esemplare, l'Isisaurus poteva raggiungere anche i 18 metri di lunghezza per un peso di circa 14.000 kg (14 tonnellate).
L'Isisaurus è noto da resti meglio conservati rispetto a molti titanosauri, difatti la maggior parte del suo scheletro postcranico è conosciuta. Il materiale scheletrico Jain e Bandyopadhyay ritrovato tra il 1984 e il 1986 erano "in condizioni associate e per lo più articolati"; incluse le vertebre cervicali, dorsali, sacrali e caudali, le costole, il bacino, la scapola, il coracoide, l'arto anteriore sinistro e altre ossa, anche se mancavano le ossa del cranio, degli arti posteriori e dei piedi. Le ossa sono state ritrovate nel sito di Dongargaon Hill, una cava di argilla risalente al Maastrichtiano, che forma la Formazione Lameta, dell'India.
Un fungo rinvenuto in un coprolite forse appartenente ad Isisaurus, indicherebbe che quest'ultimo si cibava di foglie da diverse specie di alberi, in quanto questi funghi sono noti per essere patogeni, infettando le foglie degli alberi.